# Palonín
Palonín är en ort i Tjeckien.   Den ligger i regionen Olomouc, i den östra delen av landet, 190 km öster om huvudstaden Prag. Palonín ligger 269 meter över havet och antalet invånare är 343.
Terrängen runt Palonín är platt åt nordost, men åt sydväst är den kuperad. Runt Palonín är det ganska tätbefolkat, med 75 invånare per kvadratkilometer. Närmaste större samhälle är Zábřeh, 18,0 km norr om Palonín. Trakten runt Palonín består till största delen av jordbruksmark.